# 2005年池州城区严重群体性暴力事件
2005年池州城区严重群体性暴力事件，简称池州626事件，是2005年6月26日下午2时40分发生在中华人民共和国安徽省池州市池阳街道东华东超市的一宗群体性事件。

## 原因
- 2005年5月25日至2005年5月31日，当地政府对城区之摩托车的士进行取缔。
- 池州市委书记何闽旭自1998年对外来的浙江商人采取保护态度，引发当地居民不满[1]。
- 事发当天下午2时40分，在离事发地以北500米远的翠柏路菜市场门口，一辆挂着江苏牌照的轿车将当地中学生刘亮挂伤[2]，双方当时就发生争执[3]。江苏籍司机和另外三个人下车将刘亮殴打，致使刘亮受轻伤，引起市民不满。当地派出所对该司机实行辩护态度，引起市民抗议。[2][4]

## 经过
18时左右，一些好事者开始推砸肇事车辆，将丰田轿车砸得面目全非并掀翻。18时50分，现场围观群众逾万人，部分不法分子开始点燃轿车，并向着火的车辆扔入鞭炮，引起骚动。19时，不法分子又瞄准了一辆停放在派出所门前的警车，将警车推堵到派出所门口，一边点燃车辆，一边燃放鞭炮，顿时浓烟四起，现场混乱开始升级。指挥部派武警维持秩序，但围观群众太多，场面无法控制。19时05分，不法分子开始袭击现场武警，6名武警被石块砸伤。赶来灭火的消防车，不但消防栓被抢，车子也被推离现场十余米。19时25分，派出所电源被切断，不法分子向室内扔放鞭炮，实行打砸并纵火。19时40分，停放在翠柏路上的一辆宣传车和一辆警车同时被点燃。20时03分，不法分子开始围攻附近的东华东超市，他们破门而入进行哄抢。3个多小时以后，超市被洗劫一空。至23时许，现场仍聚集2000余人。
“6·26”严重群体性暴力事件引起省市领导的高度关注。下午18时，指挥部在市公安局指挥中心成立。市长谢德新等市领导紧急磋商，形成方案：加大宣传攻势，疏散不明真相的群众；鉴于池州警力严重不足，请示省公安厅调集警力紧急增援；部署调查取证工作等。21时许，副省长、市委书记何闽旭赶到池州传达王金山省长特别指示：要尽快疏散人群，严防不法分子继续作案，同时做好调查取证工作，严厉打击不法分子。23时，省公安厅厅长崔亚东赶到指挥部，简短听取汇报后，指示：果断采取措施，控制局面。23时40分，700多名警力冒雨开赴现场，局面迅速得到控制。几名涉嫌人员被公安部门当即抓获。

## 损失
- 共造成4辆车辆被烧毁。
- 九华路派出所的办公设施被损毁，价值5万余元。[6]
- 东华东超市被哄抢的物品价值百万元以上，后于7月8日重新营业。[7]
- 池州市公安局43名警察和池州电视台一名记者在执行公务中不同程度致伤。

## 后续
- 当地公安随即介入，平息事态，逮捕十四名暴力闹事分子[2]。7月7日，池州市贵池区人民检察院将殴打刘亮的犯罪嫌疑人吴某、李某、王某，以涉嫌寻衅滋事罪批准逮捕。[7]该事件未造成人员死亡。[1]
- 原池州市委书记何闽旭于次年6月23日因受贿等问题被双规，并于8月25日被免去安徽省副省长职务。